# Fondue fribourgeoise

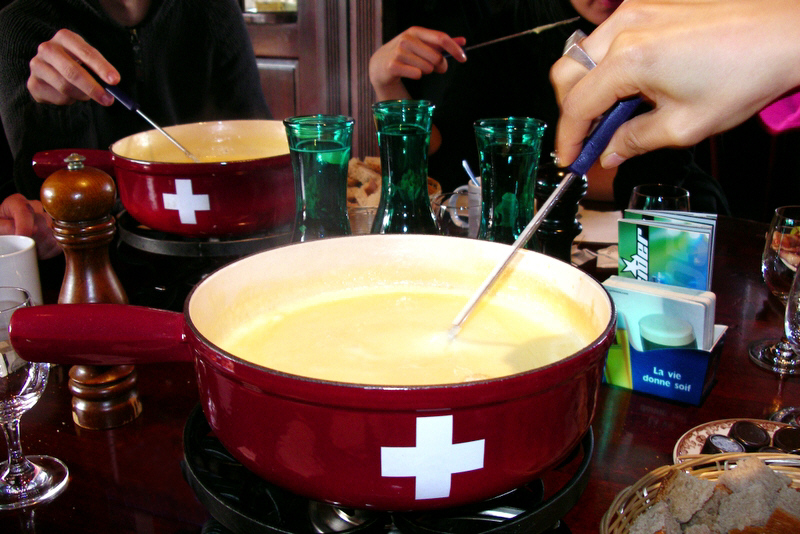
Una tipica fonduta del canton Friburgo

La fondue fribourgeoise (fondue tiède o fondue pur vacherin) è una fonduta svizzera a base di formaggio vacherin fribourgeois. 
È molto unta e più digeribile rispetto alle altre fondute al formaggio (ma più difficile da preparare). Si serve a tavola accompagnata da pane o patate. Tradizionalmente, in Svizzera viene servita con del vino bianco secco.